# Hiss Spun
Hiss Spun è il quinto album in studio della cantante statunitense Chelsea Wolfe, pubblicato nel 2017.

## Tracce
1. Spun – 5:29
2. 16 Psyche – 4:18
3. Vex – 3:02
4. Strain – 1:14
5. The Culling – 6:01
6. Particle Flux – 4:53
7. Twin Fawn – 6:07
8. Offering – 2:50
9. Static Hum – 4:21
10. Welt – 1:55
11. Two Spirit – 5:04
12. Scrape – 3:04

## Formazione
- Chelsea Wolfe – voce, chitarra (tracce 2, 4, 9)
- Ben Chisholm – chitarra (1–3, 6, 7, 9, 10), basso (2, 3, 5, 7, 9, 11, 12), elettronica (4–6, 8, 10), tastiera (2), piano (10)
- Aaron Turner – voce (3)
- Kurt Ballou – chitarra (7)
- Troy Van Leeuwen – chitarra (1–3, 8, 11)
- Bryan Tulao – chitarra (5, 9)
- Christopher Orr – chitarra (11)
- Jess Gowrie – batteria (1–3, 5–9, 11, 12)
- Ezra Buchla – viola (4)
- Travis Brooks – effetti (11)